# Hagstedt (Visbek)

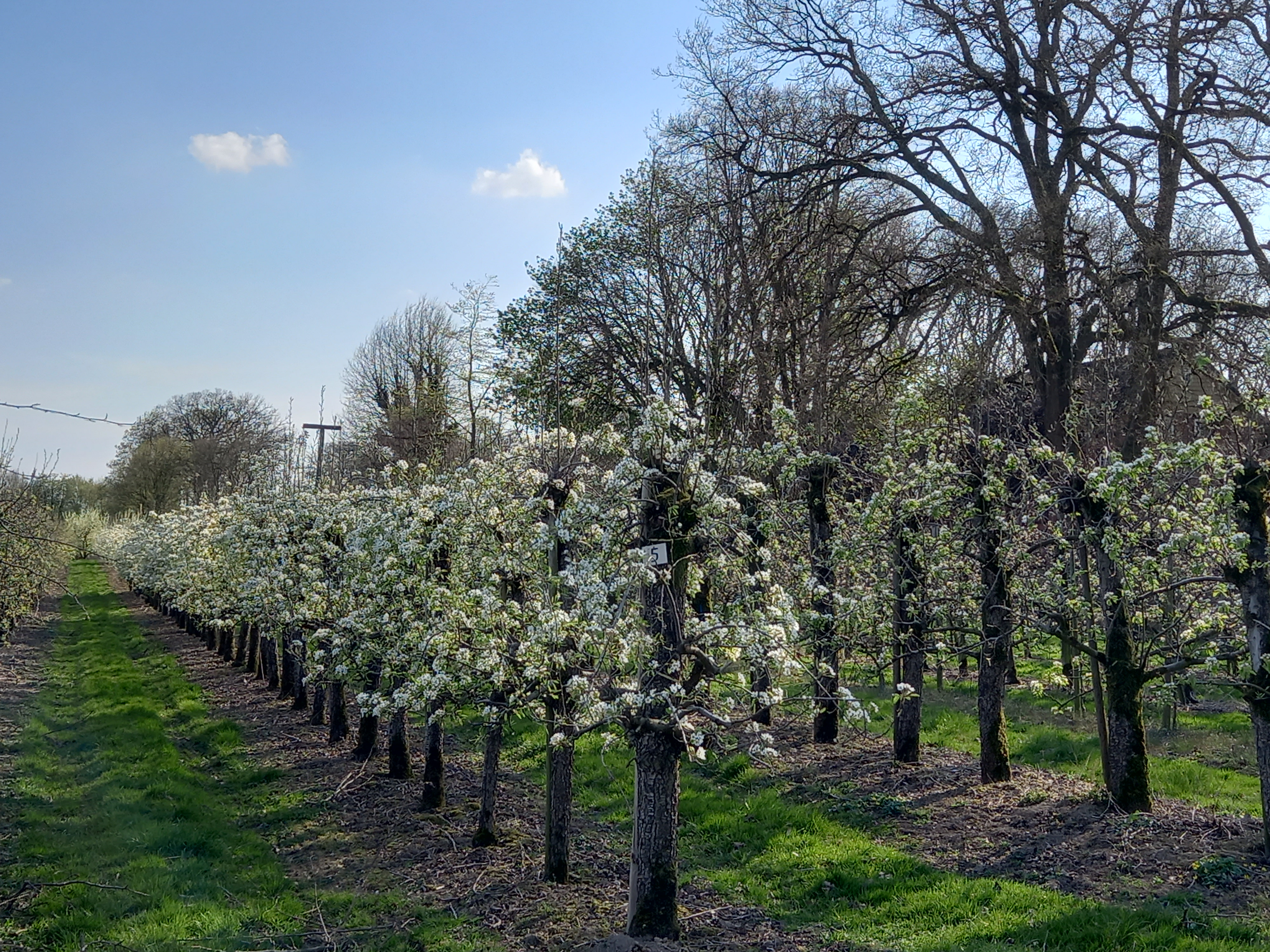
Blühende Obstbäume in Hagstedt

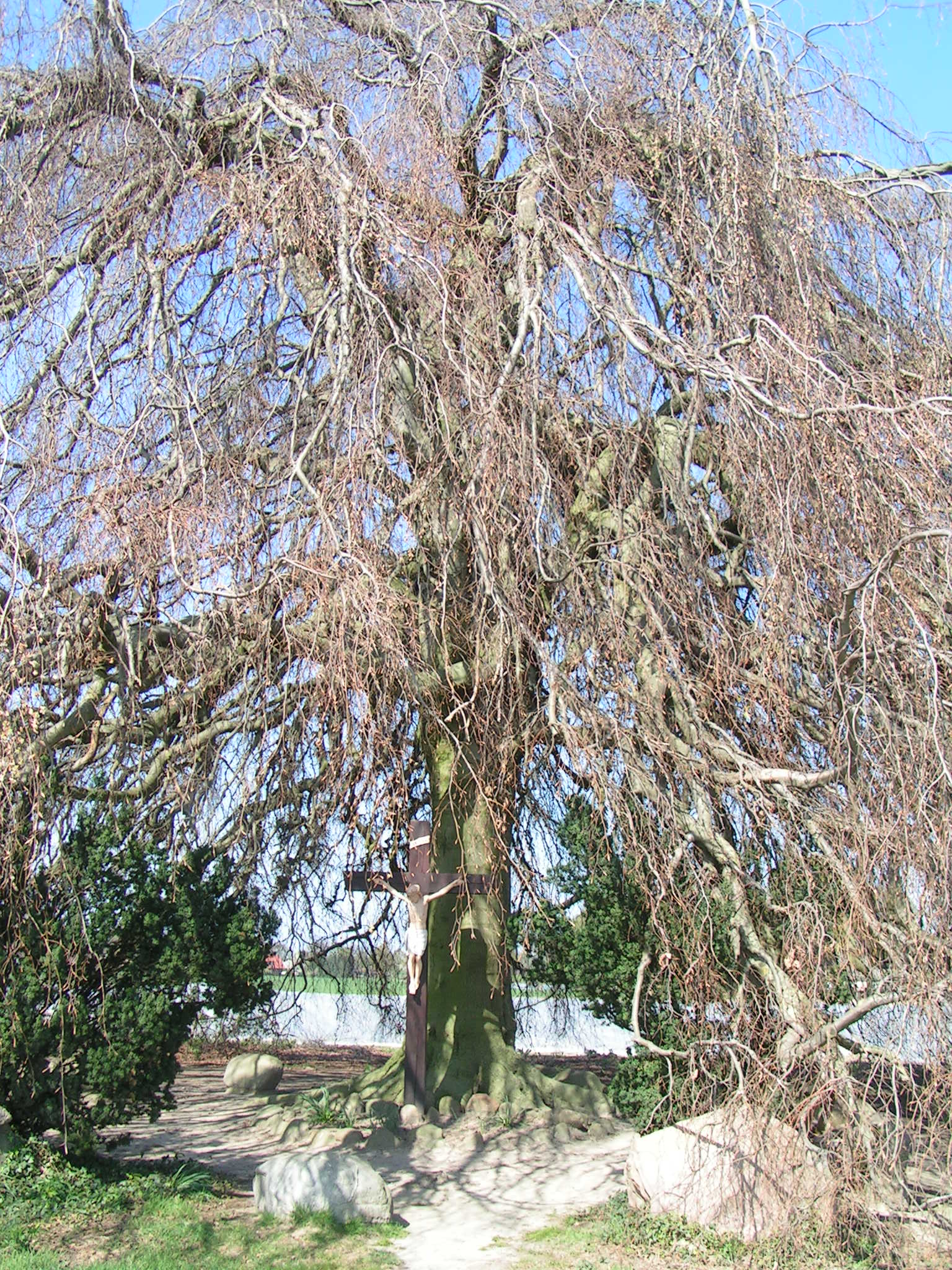
Trauerbuche in Hagstedt

Hagstedt ist eine etwa 600 Einwohner zählende Bauerschaft im Südwesten der südoldenburgischen Gemeinde Visbek im niedersächsischen Landkreis Vechta. Sie besteht aus dem Dorf Hagstedt, der etwa einen Kilometer südlich davon gelegenen Siedlung Hagstedt, sowie den im Südwesten, jenseits der B69 gelegenen Einzelgehöften Theesen und Hannöver, wobei das Letztgenannte nicht mehr als Bauernhof bewirtschaftet wird. Die Entfernung vom Dorf Hagstedt zum Visbeker Ortskern beträgt etwa viereinhalb Kilometer. Die Bauerschaft wurde bereits im 11. Jahrhundert als Hagestaltstedi erwähnt, nach Jellinghaus bedeutet dieser Ortsname "Stätte eines kleinen Besitzers, eines Hagestolzen".

## Geografie und Landschaftsbild
Hagstedt liegt unmittelbar südlich der Landesstraße L873 Visbek–Schneiderkrug. Die Kreisstraße K308 durchquert den Ort in Nord-Süd-Richtung, vom Dorf Hagstedt zur Siedlung Hagstedt. Die von Langförden nach Schneiderkrug führende Bundesstraße 69 durchschneidet den südwestlichsten Teil der Bauerschaft. Die Auffahrt Cloppenburg der Bundesautobahn A1 befindet sich westlich Hagstedts in etwa 3 Kilometern Entfernung.
Die flache Geestlandschaft hat fruchtbaren Lehmboden und ist geprägt von Obst- und Ackerbau, wobei dem Erdbeeranbau eine besondere Bedeutung zufällt. Das Ortsbild wird von gepflegten, zum Teil in Fachwerk errichteten Bauernhöfen bestimmt.
Zwischen den ausgedehnten Hagstedter Obstfeldern steht an der alten Fernstraße Reuterweg eine große Trauerbuche, die von der Dorfgemeinschaft gepflegt wird. Unter den hängenden Zweigen des alten Baumes ist ein Wegekreuz errichtet.
Nordöstlich von Hagstedt entspringt nahe dem Tiefen Schlatt der Vechtaer Moorbach, der von dort nach Südosten über Astrup in Richtung Holtrup fließt. Zwischen Astrup und Holtrup schlängelt sich der Bach längs eines urwüchsigen Auwaldes mit vergleichsweise hoher Strukturvielfalt. Östlich des Tiefen Schlatts, zwischen den Quellen des Vechtaer Moorbachs und des Visbeker Bruchbachs, verläuft von Südost nach Nordwest die Weser-Ems-Wasserscheide.
Im Nordwesten der Bauerschaft, in der Flur Vor Heckmanns Straße, liegt mit 64 m ü. NN die höchste Erhebung der Gemeinde Visbek.

## Verwaltung, Schulwesen, Brauchtum
Hagstedter Bezirksvorsteher ist Burkhard Penkhues (Stand 20. Februar 2020). Dier Bauerschaft verfügt über eine eigene Grundschule. Das Hagstedter Wappen zeigt eine „Armbrust“ als Hinweis auf den traditionsreichen Schützenverein der Bauerschaft; dieser wurde 1806 gegründet und ist der älteste Schützenverein der Gemeinde Visbek. Das Schützenfest wird alljährlich am kirchlichen Feiertag Peter und Paul (29. Juni) gefeiert. Zu Ostern wird der Brauch des Osterfeuers gepflegt.
Hagstedt konnte beim Bundeswettbewerb Unser Dorf soll schöner werden 1983 eine Goldmedaille gewinnen.

## Öffentlicher Personennahverkehr
Im Rahmen der Verkehrsgemeinschaft Landkreis Vechta ist Hagstedt durch die Buslinien von Moobilplus Landkreis Vechta (moobil+) in den ÖPNV im Oldenburger Münsterland eingebunden.

## Persönlichkeiten
- Franz Sommer (1875–1954), katholischer Pfarrer